# Замглай (річка)
Замгла́й — річка в Україні, в Чернігівській області. Права притока Десни (басейн Дніпра). 
Довжина річки становить 26 км, площа басейну 492 км². 
Бере початок з болота Замглай, тече на південний схід. Впадає до Десни біля села Киселівка Чернігівського району. 
Спочатку, згідно з виданням «Каталог річок України», 1957 року довжина річки становила 15 км із площею басейну 584 км². Згідно з виданням «Чернігівщина: Енциклопедичний довідник», довжина річки — 26 км із площею басейну 492 км², а бере початок біля села Вихвостів. 
На річці села: Розвинівка, Звеничів, Терехівка, Березанка, Киселівка Чернігівського району